# Listă de filme distopice
Această este o listă de filme distopice prezentată în ordine alfabetică. O distopie (termenii alternativi sunt: cacotopie, kakotopie sau anti-utopie, contra-utopie) reprezintă chiar antiteza unei societăți utopice sau chiar a unei utopii.  O societate distopică se caracterizează prin prezența uneia din formele de guvernare autoritariste sau totalitare sau printr-o formă oarecare de opresiune sau de control social. Termenul provine din limba greacă, în care prefixul dis- are de obicei sensuri negative (ca în „disforic“) în timp ce topos înseamnă „loc“.

## Listă de filme distopice
| Titlu                                                                                          | An           | Comentarii | Referințe                                       |
| ---------------------------------------------------------------------------------------------- | ------------ | --- | ----------------------------------------------- |
| The 10th Victim (A zecea victimă)                                                              | 1965         | În viitorul apropiat, războaiele sunt evitate prin oferirea posibilității oamenilor de a ucide într-un joc TV denumit Big Hunt. Bazat pe o povestire de Robert Sheckley, "Seventh Victim" (1953). | [ 2 ]                                           |
| 12 Monkeys (Armata celor 12 maimuțe)                                                           | 1995         | Un deținut este trimis înapoi în timp pentru a aduna informații despre un virus care a ucis cea mai mare parte a populației umane. Bazat pe scurtmetrajul lui Chris Marker, La Jetée (1962). | :34                                             |
| 1984                                                                                           | 1956         | Vag bazat pe romanul omonim din 1949. Prezintă viața unui birocrat care se îndrăgostește într-un stat futurist totalitar care supraveghează totul. | [ 6 ]                                           |
| 2081                                                                                           | 2009         | Scurtmetraj, adaptare a Harrison Bergeron de Kurt Vonnegut (1961). "Toată lumea este în cele din urmă egală". | [ 7 ]                                           |
| A Boy and His Dog                                                                              | 1974         | | [ 8 ]                                           |
| A Clockwork Orange (Portocala mecanică)                                                        | 1971         | Adaptare a romanului omonim din 1962 al lui Anthony Burgess. Acțiunea are loc în Anglia într-un viitor în care bandele conduc țara și guvernul spală creierul unui anumit huligan pentru a-l supune. | [ 9 ] [ 10 ] [ 8 ]                              |
| A Scanner Darkly (Viziuni întunecate)                                                          | 2006         | Adaptare a unui roman omonim din 1977 al lui Philip K. Dick. Un nou drog periculos face ca utilizatorii săi să înceapă să-și piardă propria identitate. | [ 11 ]                                          |
| A.I.                                                                                           | 2001         | Bazat pe povestirea "Super-Toys Last All Summer Long" (1969) de Brian Aldiss. Un băiat robot începe să aibă emoții, dar nu este înțeles de restul societății. | [ 8 ] [ 12 ]                                    |
| Æon Flux                                                                                       | 2005         | Bazat vag pe serialul TV animat omonim creat de Peter Chung. Aeon Flux este un asasin misterios care lucrează pentru Monicani, un grup de rebeli care încearcă să răstoarne guvernul autoritar. | [ 13 ]                                          |
| Akira                                                                                          | 1988         | | [ 4 ] [ 13 ]                                    |
| Al 5lea val                                                                                    | 2016         | |                                                 |
| Alphaville                                                                                     | 1965         | Un agent secret este trimis în orașul spațial îndepărtat Alphaville, unde trebuie să găsească o persoană dispărută și să elibereze orașul de conducerea sa tiranică. | [ 14 ]                                          |
| The Animatrix                                                                                  | 2003         | | [ 15 ]                                          |
| Antiviral                                                                                      | 2012         | | [ 16 ] [ 17 ]                                   |
| Atlas Shrugged: Part I                                                                         | 2011         | Bazat pe un roman din 1957 scris de Ayn Rand. O alianță este formată pentru a lupta cu guvernul din ce în ce mai autoritar al Statelor Unite. | [ 18 ]                                          |
| Automata                                                                                       | 2014         | | [ 19 ] [ 20 ] [ 21 ]                            |
| Babylon A.D.                                                                                   | 2008         | Toorop, un veteran transformat în mercenar, are misiunea foarte periculoasă de a escorta o femeie din Rusia în America. Ceea ce nu știe este că ea este gazda unui organism pe care un cult și-l dorește pentru a produce un Mesia modificat genetic. | [ 22 ] [ 23 ]                                   |
| Batman                                                                                         | 1989         | Bazat pe personajul DC Comics omonim, regizat de Tim Burton. | [ 24 ]                                          |
| Batoru rowaiaru                                                                                | 2000         | Bazat pe romanul și manga omonim. A inspirat filmul Jocurile foamei (2012) | [ 4 ]                                           |
| Battlefield Earth (Câmp de luptă - Pământul)                                                   | 2000         | Ecranizare a romanului lui L. Ron Hubbard din 1982, film cu John Travolta. | [ 8 ]                                           |
| Blade Runner (Vânătorul de recompense)                                                         | 1982         | Bazat vag pe romanul lui Philip K. Dick Do Androids Dream of Electric Sheep? (Visează androizii oi electrice?, 1968). | [ 10 ] [ 25 ] [ 13 ] [ 26 ] [ 27 ]              |
| Blindness (Alb orbitor)                                                                        | 2008         | Bazat pe „Eseu despre orbire”, roman al lui Jose Saramago, scriitor portughez, laureat al Premiului Nobel pentru Literatură în anul 1998. Un oraș este devastat de o epidemie de „orbire albă” instantă. | [ 28 ]                                          |
| Book of Eli (Cartea lui Eli)                                                                   | 2010         | Poveste post-apocaliptică în care un singuratic se luptă de-a lungul Americii pentru a proteja o carte sacră care deține secretele salvării umanității. | [ 29 ]                                          |
| Den brysomme mannen (Omul-problemă)                                                            | 2006         | Într-un oraș ciudat în care fiecare persoană pare a se afla dincolo de rațiune sosește un om de nicăieri într-un autobuz. Acesta stârnește probleme când începe să pună prea multe întrebări. | [ 30 ] [ 31 ]                                   |
| Brave New World (Minunata lume nouă)                                                           | 1980         | Într-o societate futuristă totalitară, oamenii nu mai au niciun control asupra rolurilor acestora în societate sau asupra vieții/destinului lor. | [ 8 ]                                           |
| Brazil                                                                                         | 1985         | Un birocrat dintr-un viitor retro încearcă să corecteze o eroare administrativă dar devine un inamic al statului. | :39                                             |
| Cargo                                                                                          | 2009         | Povestea filmului are loc în 2237 când Pământul a devenit o planetă nelocuibilă din cauza unui colaps ecologic, iar supraviețuitorii trăiesc pe stații orbitale foarte aglomerate. | [ 35 ]                                          |
| Casshern                                                                                       | 2004         | Povestea are loc într-un univers paralel în care un grup de mutanți amenință cu distrugerea lumii. Casshern este un erou invincibil reâncarnat și singurul care îi poate înfrunta. | [ 36 ]                                          |
| CHAPPiE                                                                                        | 2015         | Filmul este regizat de Neill Blomkamp (care a mai regizat și District 9) și este bazat pe scurtmetrajul Tetra Vaal (2004). Guvernul din Africa de Sud achiziționează un escadron de roboți autonomi high-tech cu inteligență artificială pe care îi folosește ca o forță de poliție mecanizată pentru a face față unei rate record a criminalității în Johannesburg. Unul dintre aceste roboți de poliție, "Chappie", este furat și reprogramat astfel încât ajung să fie primul robot cu capacitatea de a gândi și simți.                                                                        | [ 21 ] [ 38 ] [ 39 ]                            |
| Cherry 2000                                                                                    | 1987         | Într-o lume apocaliptică un om de afaceri descoperă că iubita sa este de fapt un android. | [ 41 ]                                          |
| Children of Men (Copiii tatălui)                                                               | 2006         | Este regizat de Alfonso Cuarón și bazat pe romanul omonim al lui P.D. James din 1992. În 2027, într-o lume haotică în care fiecare femeie a devenit fertilă, un fost activist este de acord să transporte o femeie însărcinată miraculos către un sanctuar aflat pe mare. | [ 10 ] [ 25 ] [ 13 ] [ 42 ]                     |
| City of Ember (Ember - Orașul din adâncuri)                                                    | 2008         | După ce are loc un război pe Pământ, generațiilor viitoare rămase sunt trimise în subteran pentru a trăi până când suprafața pământului va putea susține din nou viața. Împrejurări nefericite fac ca aceștia să trăiască în subteran mai mult de planificat, dar în cele din urmă 2 copii curajoși le arată o cale de ieșire afară. | [ 43 ]                                          |
| City of Lost Children                                                                          | 1995         | Film franțuzesc regizat de Jean-Pierre Jeunet. | [ 4 ]                                           |
| Cloud Atlas                                                                                    | 2012         | | [ 44 ] [ 45 ] [ 21 ]                            |
| Code 46                                                                                        | 2003         | Un futurist 'Brief Encounter' ("Scurtă Întâlnire"), o poveste de dragoste în care romantismul este condamnat de incompatibilitatea genetică. | [ 2 ]                                           |
| Colossus: The Forbin Project                                                                   | 1970         | Se bazează pe romanul SF al lui Dennis Feltham Jones din 1966, Colossus. Povestea este despre un masiv calculator american folosit de armată care este denumit Colossus. Acesta devine conștient de sine după ce este activat și decide să preia controlul lumii și toate treburile umane pentru „binele” omenirii în timpul unei amenințării iminente de război nuclear. | [ 48 ] [ 47 ] [ 49 ] [ 50 ]                     |
| The Congress                                                                                   | 2013         | The Congress este o distopie despre capitalismul târziu în care o corporație media mamut denumită "Miramount" a uzurpat efectiv conștiința întregii umanități. O actriță în vârstă decide să-și scaneze întregul corp ca să semneze cu Miramount Studios un contract prin care corporația are dreptul să digitalizeze orice trăsătură pe care ea o posedă și să le folosească în orice film consideră că este cazul. Halucinogenul film live-action/animație exprimă modul în care corporația profită de oameni și este parțial inspirat de romanul lui Stanisław Lem The Futurological Congress. | [ 51 ] [ 52 ] [ 53 ] [ 54 ]                     |
| Dark City (Orașul întunecat)                                                                   | 1998         | Un om se luptă cu amintirile din trecutul său: inclusiv o soție de care nu-și amintește, totul într-o lume de coșmar veșnic întunecată și condusă de ființe cu puteri telekinetice care au nevoie de sufletul oamenilor. | [ 8 ] [ 4 ]                                     |
| Dark Metropolis                                                                                | 2010         | Omenirea a pierdut un război de 300 de ani împotriva unei rase îmbunătățită genetic care a fost creată de oameni, abuzată și în cele din urmă torturată. Descendenții acestei rase - cunoscuți sub denumirea 'Ghen'- controlează planeta Pământ din orașe subterane avansate. | [ 55 ] [ 56 ] [ 57 ]                            |
| Daybreakers                                                                                    | 2009         | În anul 2019, o boală transformă aproape întreaga omenire în vampiri. Confruntându-se cu o scădere a alimentarii cu sânge, fracturata rasă dominantă trebuie să găsească un plan care să-i asigure supraviețuirea. | [ 58 ] [ 59 ]                                   |
| The Day the Earth Caught Fire                                                                  | 1961         | | [ 26 ]                                          |
| Dead End Drive-In                                                                              | 1986         | | [ 60 ]                                          |
| Death Race 2000                                                                                | 1975         | Filmul are loc într-o societate distopică americană în anul 2000, în care criminala Cursă Rutieră Transcontinentală a devenit parte a industriei naționale de divertisment. | [ 2 ] [ 61 ] [ 62 ] [ 63 ]                      |
| Death Race                                                                                     | 2008         | Refacere a filmului Death Race 2000 din 1975. Ex-comandantul Jensen Ames este forțat de către directorul unei pușcării renumite să participe la cel mai popular sport al lumii post-industrializate: o cursă de mașini în care pușcăriașii concurenți trebuie să se brutalizeze și să se ucidă între ei în drumul spre victorie. | [ 64 ] [ este de încredere? ]                   |
| Death Watch                                                                                    | 1980         | | [ 48 ]                                          |
| Demolition Man                                                                                 | 1993         | În viitor într-o lume care a renunțat la violență, un polițist este scos din animație suspendată pentru a prinde un vechi dușman foarte violent. | [ 26 ] [ 65 ]                                   |
| Le Dernier Combat                                                                              | 1983         | | [ 66 ] [ 67 ] [ 68 ]                            |
| District 9                                                                                     | 2009         | O rasă extraterestră forțată să trăiască o viață de mahala pe Pământ dintr-odată găsește un spirit înrudit într-un agent guvernamental care este expus biotehnologiei acestora. | [ 12 ] [ 21 ]                                   |
| Divergent                                                                                      | 2014         | Bazat pe adaptarea romanelor omonime ale scriitoarei Veronica Roth. Povestea filmului are loc într-o versiune distopică postapocaliptică a orașului Chicago unde oamenii sunt împărțiți în facțiuni diferite bazate pe virtuțile umane. Beatrice Prior este avertizată că ea este Divergent și, astfel, nu se va potrivi în oricare dintre facțiuni. În curând ea descoperă un complot sinistru care mocnește în societate ei aparent perfectă. | [ 69 ] [ 2 ] [ 70 ] [ 71 ] [ 72 ] [ 21 ] [ 73 ] |
| The Divergent Series: Insurgent                                                                | 2015         | | [ 74 ] [ 75 ] [ 21 ]                            |
| Downstream                                                                                     | 2010         | Povestea are loc într-un viitor apropiat distopic în care benzina este din ce în ce mai rară. Un drifter încearcă să ajungă într-un oraș utopic, Plutopia, a cărui existență pare a fi doar un zvon și care ar fi alimentat cu energie curată. | [ 76 ]                                          |
| Dredd                                                                                          | 2012         | Ecranizare a benzilor desenate cu același nume. | [ 77 ] [ 78 ] [ 21 ]                            |
| Gensô jodan Elicia                                                                             | 1993         | Animație japoneză cu un amestec de săbii, pirați, arme, vrăjitorie și tehnologie. Un mic grup de pirati trebuie să învingă o armată de pirați răi, dar singura modalitate prin care pot face acest lucru este să reînvie o navă veche denumită "Ellcia". | [ 79 ]                                          |
| Elysium                                                                                        | 2013         | Povestea filmului are loc atât în 2154 pe un Pământ răvășit de suprapopulație și poluare cât și într-o luxoasă stație spațială numită Elysium locuită doar de cei bogați, singurii care sunt considerați cetățeni. Pelicula explorează teme politice și sociologice, cum ar fi problemele legate de imigrație, de îngrijire a sănătății și de stratificare a societății. | [ 21 ] [ 82 ] [ 83 ]                            |
| The End of Evangelion                                                                          | 1997         | | [ 25 ]                                          |
| Ender's Game (Jocul lui Ender)                                                                 | 2013         | Este bazat pe romanul omonim scris de Orson Scott Card. În 2086, o specie extraterestră numită Formici atacă Pământul. Mazer Rackham, comandantul unui mici forțe de rezervă de patrulare, oprește avansul acestora, aparent sacrificându-se în timpul atacului lor. 50 de ani mai târziu, într-un fel de școală, Ender Wiggin este ales pentru a fi dus și instruit la Școala Militară, deoarece dă dovadă de abilități intelectuale extraordinare. | [ 84 ]                                          |
| Equilibrium                                                                                    | 2002         | După un al treilea război mondial care a devastat Pământul, se naște un nou stat fascist a cărui principală ideologie spune că emoția umană este cauza principală a conflictelor. Toate materialele care pot provoca emoții sunt interzise, iar „infractorii” (cei care au emoții) sunt persecutați fără milă. | [ 13 ]                                          |
| Escape from L.A. (Evadare din Los Angeles)                                                     | 1996         | Sequel al filmului din 1981, Escape from New York. | [ 85 ] [ 21 ]                                   |
| Escape from New York (Evadare din New York)                                                    | 1981         | Filmul are acțiunea într-un viitor apropiat (în 1997) în care întreaga Insulă Manhattan din New York a fost transformată într-o închisoare federală de maximă securitate. Fost-soldatul Snake Plissken are 24 de ore să-l găsească pe președintele SUA care a fost capturat după prăbușirea aeronavei prezidențiale Air Force One. | [ 10 ] [ 8 ]                                    |
| eXistenZ                                                                                       | 1999         | Regizat de David Cronenberg. Prezintă un joc VR-biologic, eXistenZ, ai cărui jucători nu mai știu dacă se află încă în joc sau în lumea reală. | [ 71 ]                                          |
| Fahrenheit 451                                                                                 | 1966         | Bazat pe romanul omonim al lui Ray Bradbury. Într-un viitor opresiv, un pompier a cărui datorie este de a distruge toate cărțile începe să pună la îndoială sarcina lui. | [ 8 ] [ 42 ] [ 13 ]                             |
| Fantastic Planet                                                                               | 1973         | | [ 48 ]                                          |
| FAQ: Frequently Asked Questions                                                                | 2004         | | [ 86 ]                                          |
| The Fifth Element (Al cincilea element)                                                        | 1997         | Răul și aliatul său, lordul corporativ Zorg, plănuiesc distrugerea Pământului. Doar al cincilea element mai poate salva lumea de la cucerire. | [ 87 ]                                          |
| Forbidden Planet (Planeta interzisă)                                                           | 1956         | O misiune spațială cu echipaj uman caută un om de știință pe o planetă ciudată. | [ 26 ]                                          |
| Fortress                                                                                       | 1993         | Film cu acțiunea într-o închisoare particulară futuristă (în 2017). Într-o lume distopică a doua sarcină este interzisă în SUA. Un cuplu încearcă să treacă în Mexic, sunt prinși la un punct de control și aruncați în închisoare. Pentru menținerea disciplinei, deținuții sunt implantați în stomac cu un dispozitiv electronic numit "Intestinator". | [ 65 ]                                          |
| Freejack                                                                                       | 1992         | În viitor, cei bogați își prelungesc viețile furând viețile altor oameni. | [ 26 ]                                          |
| Futureworld (Evadați din viitor)                                                               | 1976         | Continuare a Westworld (Lumea roboților). | [ 89 ]                                          |
| Gamer (Gamer - Jocul supraviețuirii)                                                           | 2009         | Într-un joc de strategie futurist de control al minții, jucătorii controlează oameni reali să lupte până la moarte. Un condamnat controlat de un jucător adolescent profesionist trebuie să supraviețuiască 30 de sesiuni pentru a fi eliberat | [ 90 ]                                          |
| Gattaca                                                                                        | 1997         | În acest film distopic biopunk prin inginerie genetică este creată o sub-clasă. Unul dintre acești inferiori genetic denumiți "în valids" își asumă identitatea unul superior cu scopul de a-și îndeplini visul de o viață de a călători în spațiul cosmic. | [ 8 ] [ 4 ] [ 13 ] [ 91 ]                       |
| Ghost in the Shell (Kôkaku kidôtai)                                                            | 1995         | Un hacker misterios, Păpușarul, sparge mințile oamenilor care sunt toate conectate la rețeaua globlă și le introduce amintiri false. | [ 92 ]                                          |
| The Giver (Darul lui Jonas)                                                                    | 2014         | Este bazat pe romanul din 1993 Darul lui Jonas scris de Lois Lowry. Filmul este o poveste politică futuristă întunecată, liniștită dar puternică în care un băiat de 12 ani trebuie să caute adevărul în lumea liberă de război, crime, boli, sărăcie și nedreptate. | [ 69 ] [ 70 ] [ 71 ] [ 72 ] [ 21 ]              |
| The Handmaid's Tale (Poveste din viitor)                                                       | 1990         | Amplasat în viitorul apropiat, într-o teocrație totalitară, care a răsturnat guvernul Statelor Unite, filmul explorează tema subjugării femeii. O femeie tânără devine sclavă sexuală din cauza fertilității ei care reprezintă o raritate. | [ 72 ] [ 8 ] [ 13 ]                             |
| Hardware                                                                                       | 1990         | | [ 93 ]                                          |
| Harrison Bergeron                                                                              | 1995         | Adaptare TV a unei povestiri omonime de Kurt Vonnegut. | [ 7 ]                                           |
| The Hunger Games (Jocurile foamei)                                                             | 2012         | Regizat de Gary Ross, Bazat pe romanul omonim al scriitoarei Suzanne Collins. Voluntar, Katniss Everdeen ia locul surorii sale mai mici în Jocurile foamei, o luptă televizată până la moarte, în care doi adolescenți din fiecare dintre cele douăsprezece districte ale națiunii Panem sunt aleși la întâmplare pentru a concura. | [ 10 ] [ 69 ] [ 70 ] [ 72 ] [ 63 ] [ 21 ]       |
| The Hunger Games: Catching Fire (Jocurile foamei: Sfidarea)                                    | 2013         | Regizat de Francis Lawrence, bazat pe romanul scriitoarei Suzanne Collins' Catching Fire. Katniss și Peeta se reîntorc în Districtul 12 dar speranța lor de a trăi mai departe în pace este zadarnică. | [ 8 ] [ 21 ]                                    |
| The Hunger Games: Mockingjay – Part 1 (Jocurile Foamei: Revolta - Partea I)                    | 2014         | Regizat de Francis Lawrence, bazat pe romanul scriitoarei Suzanne Collins' Mockingjay. | [ 69 ] [ 71 ] [ 21 ]                            |
| I Am Legend (Legenda vie)                                                                      | 2007         | O refacere a The Omega Man. Virusologul Robert Neville este imun la un virus mortal creat inițial pentru a vindeca cancerul. Acesta încearcă să creeze un remediu în timp ce se apăra împotriva mutanților și a altor creaturi create de virus. | [ 8 ] [ 94 ]                                    |
| I, Robot (Eu, robotul)                                                                         | 2004         | Ecranizare a unei colecții de povestiri scurte de Isaac Asimov. Povestea are loc în 2035 la Chicago, într-o lume în care roboții sunt apariții obișnuite și sunt folosiți în variate domenii. Detectivul Del Spooner urăște roboții și este împotriva integrării lor în viața de zi cu zi. | [ 8 ]                                           |
| Idiocracy                                                                                      | 2006         | Un om obișnuit este selectat pentru a participa la un program guvernamental top-secret cu experimente de hibernare. Când se trezește 500 de ani mai târziu descoperă că este cea mai deșteaptă persoană într-o societate radial decăzută. | [ 95 ] [ 65 ]                                   |
| The Inhabited Island                                                                           | 2009         | Bazat cartea din 1969 Prisoners of Power de Strugatskies. | [ 96 ] [ 97 ]                                   |
| In Time (În timp)                                                                              | 2011         | Din 2161, modificarea genetică a permis omenirii să se oprească din îmbătrânire de la 25 de ani. Datorită îngrijorărilor în ceea ce privește suprapopularea planetei, oamenii trebuie să câștige mai mult timp după 25 de ani sau mor într-un termen de un an, asta dacă nu au făcut între timp datorii din acest 1 an. | [ 8 ] [ 94 ]                                    |
| Invasion of the Body Snatchers (Invazia jefuitorilor de trupuri)                               | 1978         | Este o refacere a filmului din 1956 și se bazează amândouă pe romanul Jefuitorii de trupuri scris de autorul Jack Finney în 1955. O rasă de creaturi gelatinoase își abandonează lumea muribundă, împinși prin spațiu prin forța vântului stelar, aceștia se îndreaptă spre Pământ și aterizează în San Francisco. | [ 48 ]                                          |
| The Island (Insula)                                                                            | 2005         | Un om fuge după ce descoperă că este de fapt o "ființă recoltabilă" care este păstrată ca sursă de piese de schimb, împreună cu alții, într-o instalație subterană. | [ 98 ] [ 99 ]                                   |
| The Lobster                                                                                    | 2015         | Spune povestea unui oraș în care oamenii singuratici au 45 de zile pentru a-și găsi cu adevărat perechea într-un hotel de lux în caz contrar fiind transformați în animale la alegere. | [ 100 ]                                         |
| La Jetée                                                                                       | 1962         | Scurtmetraj de Chris Marker care a inspirat filmul din 1995 12 Monkeys. | [ 101 ] [ 102 ] [ 103 ] [ 104 ]                 |
| Johnny Mnemonic                                                                                | 1995         | "Johnny Mnemonic" este un traficant de date care și-a implantat în cap un sistem de stocare a datelor. | [ 105 ] [ 106 ]                                 |
| Judge Dredd (Judecătorul)                                                                      | 1995         | Bazat pe the comic of the same name: in a dystopian future, Dredd, the most famous judge (a cop with instant field judiciary powers) is convicted for a crime he did not commit while his murderous counterpart escapes. | [ 107 ] [ 108 ] [ 109 ]                         |
| Kin-dza-dza!                                                                                   | 1986         | A 1986 Soviet sci-fi dystopian black comedy cult film. | :184                                            |
| Land of the Blind                                                                              | 2006         | | [ 42 ]                                          |
| The Last Battle                                                                                | 1983         | | [ 111 ]                                         |
| The Last Man on Earth (Ultimul om de pe Pământ)                                                | 1964         | | [ 26 ]                                          |
| The Lego Movie (Marea Aventură Lego)                                                           | 2014         | Marea aventură Lego spune povestea surprinzătoare a lui Emmet, un tip obișnuit să urmeze cu strictețe regulile, fără să se remarce prin ceva anume, dar care ajunge în centrul atenției după ce primește, din greșeală, titlurile de “persoană extraordinară” și “salvatorul planetei”. Astfel ajunge în compania unor străini curajoși alături de care pornește într-o călătorie epică pentru a opri distrugerea omenirii, călătorie pentru care Emmet este complet nepregătit. | [ 112 ] [ 113 ] [ 63 ]                          |
| Logan's Run (Fuga lui Logan)                                                                   | 1976         | Este bazat pe romanul omonim din 1967 scris de William F. Nolan și George Clayton Johnson. Descrie o societate viitoare distopică, în care populația și consumul de resurse sunt gestionate prin simpla noțiune de ucidere a tuturor celor care împlinesc vârsta de treizeci de ani. | [ 8 ] [ 89 ] [ 13 ]                             |
| Looper (Looper: Asasin în viitor)                                                              | 2012         | Călătoria în timp este inventată în anul 2074 și, deși devine imediat ilegală, este folosită de organizațiile criminale pentru a-și trimite victimele în trecut pentru a fi împușcate de așa zișii loopers, asasini plătiți cu lingouri de argint care sunt puse pe spatele țintelor acestora. | [ 114 ] [ 21 ]                                  |
| Mad Max                                                                                        | 1979         | Într-un viitor distopic, în Australia, legea și ordinea nu mai au autoritate. Membrul unei găști de motocicliști, Crawford "Nightrider" Montizano, a scăpat din custodia poliției. | [ 8 ] [ 91 ] [ 26 ] [ 108 ]                     |
| Mad Max 2: The Road Warrior                                                                    | 1981         | | [ 10 ] [ 8 ] [ 4 ] [ 91 ]                       |
| Mad Max Beyond Thunderdome (Mad Max: Cupola Tunetului)                                         | 1985         | | [ 71 ] [ 8 ] [ 91 ]                             |
| Mad Max: Fury Road (Mad Max: Drumul furiei)                                                    | 2015         | Urmărit de un trecut turbulent, Mad Max prefera să călătorescă de unul singur și să nu iși facă prieteni. În ciuda convingerilor sale, se alătură unui grup de supraviețuitori ai deșertului, conduși de implacabila luptătoare Imperator Furiosa. Aceștia sunt urmăriți permanent și atacați de tiranul Immortan Joe care îi suspectează că i-au furat cea mai de preț posesie. | [ 115 ] [ 73 ]                                  |
| The Man Who Fell to Earth                                                                      | 1976         | | [ 116 ]                                         |
| The Matrix (Matrix)                                                                            | 1999         | Oamenii trăiesc într-o lume virtuală, creată de inteligența artificială, în urma războiului purtat între oameni și mașini. | [ 10 ] [ 71 ] [ 8 ] [ 13 ]                      |
| The Matrix Reloaded (Matrix - Reîncărcat)                                                      | 2003         | Al doilea film al trilogiei The Matrix. | [ 8 ]                                           |
| The Matrix Revolutions (Matrix - Revoluții)                                                    | 2003         | Al treilea film al trilogiei The Matrix. | [ 8 ]                                           |
| Max Headroom: 20 Minutes into the Future                                                       | 1985         | | [ 117 ]                                         |
| The Maze Runner (Labirintul: Evadarea)                                                         | 2014         | Thomas este un băiat care ajunge în Luminiș - o colonie formată numai din băieți care trăiesc într-un spațiu enorm înconjurat de ziduri uriașe de beton cu porți care se deschid și închid la anumite ore - dincolo de care se află un labirint plin de pericole. Bazat pe prima carte a trilogiei The Maze Runner de James Dashner. | [ 69 ] [ 84 ] [ 21 ]                            |
| Metropia                                                                                       | 2009         | | [ 118 ]                                         |
| Metropolis                                                                                     | 1927         | Un film epic german expresionist SF regizat de Fritz Lang. Un om cu o viață ideală într-un oraș mare descoperă adevărul despre ce anume face ca acest oraș să pară atât de perfect. | [ 8 ] [ 4 ] [ 13 ] [ 26 ]                       |
| Metropolis                                                                                     | 2001         | Film de animație de Osamu Tezuka. | [ 48 ]                                          |
| Minority Report (Raport Special)                                                               | 2002         | Bazat pe povestirea The Minority Report de Philip K. Dick'. Un ofițer de poliție supraveghează un departament care previne criminalitatea cu ajutorul ființelor care pot prezice viitorul, dar apoi el însuși devine o țintă. | [ 71 ] [ 42 ] [ 91 ]                            |
| Moon                                                                                           | 2009         | Sam Bell lucrează de trei ani pe baza Selene a companiei private Lunar Industries, extrăgând Helium 3 și comunică cu familia lui prin înregistrări din cauza defecțiunilor unui satelit. Dar nimic din ceea ce știe nu este adevărat... | [ 119 ]                                         |
| Natural City                                                                                   | 1997         | | [ 120 ]                                         |
| Never Let Me Go                                                                                | 2010         | Bazat pe romanul omonim din 2005 scris de Kazuo Ishiguro . | [ 25 ] [ 8 ]                                    |
| Nineteen Eighty-Four                                                                           | 1984         | Bazat pe romanul omonim din 1949 scris de George Orwell. | [ 10 ] [ 8 ] [ 13 ] [ 26 ]                      |
| Nirvana                                                                                        | 1997         | | [ 121 ]                                         |
| No Blade of Grass                                                                              | 1970         | Filmul este bazat pe romanul lui Samuel Youd The Death of Grass (1956) și scoate în evidență efectele terifiante ale poluării mediului. | [ 123 ] [ 47 ] [ 122 ]                          |
| Oblivion (Oblivion. Planeta uitată)                                                            | 2013         | Bazat pe un roman grafic omonim nepublicat de Joseph Kosinski. După o invazie extraterestră care aproape a distrus Pământul, ultimii oameni staționați pe planetă trăiesc la mii de metri în atmosferă. Aceștia repară drone care luptă împotriva unor forțe despre care se crede că reprezintă ultimele rămășițe ale unei rezistențe extraterestre. | [ 124 ] [ 125 ] [ 21 ]                          |
| The Omega Man (Omul Omega)                                                                     | 1971         | Este bazat pe romanul de groază I Am Legend de Richard Matheson. | [ 8 ] [ 26 ]                                    |
| On the Beach                                                                                   | 1959         | | [ 48 ]                                          |
| Outland                                                                                        | 1981         | | [ 91 ]                                          |
| Paranoia 1.0 (originally One Point O)                                                          | 2004         | Filmul este un coșmar kafkian în care un tânăr programator de calculatoare este un cobai fără știrea sa într-un experiment corporativ care testează un sistem nou de publicitate. | [ 126 ] [ 127 ]                                 |
| Planeta Maimuțelor (seria originală)                                                           | 1968—1973    | . | [ 2 ] [ 8 ]                                     |
| Planeta Maimuțelor (seria reboot)                                                              | 2011—prezent | | [ 128 ] [ 129 ] [ 21 ]                          |
| Pleasantville                                                                                  | 1998         | | [ 79 ]                                          |
| The Postman (Poștașul)                                                                         | 1997         | Bazar pe romanul Poștașul vine după apocalips scris de David Brin. | [ 128 ] [ 21 ]                                  |
| Priest                                                                                         | 2011         | | [ 130 ]                                         |
| Punishment Park                                                                                | 1971         | | [ 48 ]                                          |
| The Purge. Noaptea judecății                                                                   | 2013         | Acțiunea filmului are loc în anul 2022 când Statele Unite devin o națiune renăscută, în care rata criminalității și rata șomajului este cea mai scăzută din toate timpurile. Acest lucru este un rezultat al guvernului care a instituit o perioadă anuală de 12 de ore numită "Epurarea", în care oamenii se pot elibera de emoțiile și sentimentele lor negative, deoarece toate infracțiunile (inclusiv uciderea, furtul și violul) sunt legale și serviciile de urgență sunt suspendate. | [ 131 ]                                         |
| The Purge: Anarchy                                                                             | 2014         | | [ 21 ] [ 131 ] [ 21 ]                           |
| The Purge: Election Year                                                                       | 2016         | |                                                 |
| Radio Free Albemuth                                                                            | 2010         | Este o adaptare a unui roman omonim scris de Philip K. Dick în 1976 și publicat postum în 1985. Povestea este plasata într-o realitate alternativă a Statelor Unite în 1985 aflată sub controlul autoritar al președintelui Ferris F. Fremont (FFF pentru a forma 666), un amalgam între Joseph McCarthy și Richard Nixon. | [ 132 ] [ 133 ]                                 |
| Renaissance                                                                                    | 2006         | | [ 134 ]                                         |
| Repo Man (Recuperatorii)                                                                       | 1984         | Foarte mulți oameni împrumută bani pentru a putea beneficia de organele companiei „The Union”, însă atunci când nu mai au cum să-și plătească facturile, trebuie să fugă de „recuperatori”, căci aceștia nu iartă pe nimeni, mai ales Remy, care este unul dintre cei mai buni recuperatori. | [ 135 ]                                         |
| Repo Men                                                                                       | 2010         | Bazat pe romanul lui Eric Garcia The Repossession Mambo. | [ 136 ]                                         |
| Repo! The Genetic Opera                                                                        | 2008         | | [ 137 ] [ 138 ]                                 |
| Seria Resident Evil                                                                            | 2002—2012    | | [ 139 ]                                         |
| The Road                                                                                       | 2009         | Este bazat pe romanul omonim câștigător al Premiului Pulitzer 2006, scris de autorul american Cormac McCarthy. Un tată și fiul său călătoresc pe un drum într-o lume postapocaliptică. | [ 10 ] [ 8 ] [ 94 ]                             |
| RoboCop                                                                                        | 1987         | Centers on a police officer who is brutally murdered and subsequently revived as a superhuman cyborg law enforcer. | [ 13 ] [ 91 ]                                   |
| RoboCop                                                                                        | 2014         | În 2028, conglomeratul multinațional OmniCorp reprezintă centrul mondial al roboticii. Acum OmniCorp vrea să aducă controversata tehnologie pe frontul de acasă, în Statele Unite, acest lucru însemnând o oportunitate de a realiza și mai multe încasări. | [ 21 ] [ 140 ] [ 141 ] [ 73 ]                   |
| Rollerball                                                                                     | 1975         | | [ 21 ]                                          |
| The Rover                                                                                      | 2014         | Acțiunea are loc la 10 ani după un colaps global economic. | [ 89 ] [ 143 ] [ 144 ]                          |
| The Running Man                                                                                | 1987         | Adaptare vagă a romanului omonim al lui Stephen King din 1982. | [ 8 ] [ 63 ]                                    |
| Seconds                                                                                        | 1966         | | [ 48 ]                                          |
| Serenity                                                                                       | 2005         | |                                                 |
| Silent Running                                                                                 | 1972         | | [ 2 ] [ 89 ] [ 26 ]                             |
| Sleep Dealer                                                                                   | 2008         | | [ 145 ]                                         |
| Sleeper                                                                                        | 1973         | | [ 146 ]                                         |
| Snowpiercer                                                                                    | 2013         | Acțiunea filmului are loc într-un viitor în care un experiment pentru stoparea încălzirii globale a scăpat de sub control și a a provocat o epocă glaciară care a ucis aproape toată viața de pe Pământ. Singurii supraviețuitori sunt locuitorii din 'Snowpiercer', un imens tren care circulă în jurul planetei și care este propulsat de un motor aflat într-o mișcare permanentă. | [ 71 ] [ 8 ] [ 21 ]                             |
| Surrogates                                                                                     | 2009         | | [ 147 ]                                         |
| Southland Tales                                                                                | 2007         | | [ 25 ]                                          |
| Soylent Green (Hrana verde)                                                                    | 1973         | Bazat pe romanul lui Harry Harrison Make Room! Make Room! (1966). Tema centrală este suprapopularea. | [ 8 ] [ 42 ] [ 26 ] [ 21 ]                      |
| The Stand (Virus mortal)                                                                       | 1994         | Bazat pe romanul omonim al lui Stephen King din 1978. Un mega-virus omoară cea mai mare parte a umanității. Puținii oameni care sunt imuni se adună pentru a încerca și forma o nouă societate. | [ 94 ]                                          |
| Star Wars Episode II: Attack of the Clones (Războiul stelelor - Episodul II: Atacul clonelor)  | 2002         | | [ 79 ]                                          |
| Star Wars Episode III: Revenge of the Sith (Războiul stelelor - Episodul III: Răzbunarea Sith) | 2005         | | [ 79 ]                                          |
| Strange Days                                                                                   | 1995         | | [ 148 ] [ 149 ]                                 |
| Tank Girl                                                                                      | 1995         | | [ 150 ]                                         |
| Tekken                                                                                         | 2010         | | [ 151 ]                                         |
| The Terminator (Terminatorul)                                                                  | 1984         | Un om este trimis înapoi în timp pentru a preveni uciderea de către roboți a mamei liderului rezistenței din viitor. | [ 8 ]                                           |
| Terminator 2: Judgment Day (Terminatorul 2: Ziua Judecății)                                    | 1991         | Un cyborg este trimis înapoi în timp pentru a preveni uciderea liderului rezistenței oamenilor din viitor. | [ 8 ]                                           |
| Terminator 3 (Terminatorul 3: Supremația Roboților)                                            | 2003         | | [ 8 ]                                           |
| Terminator Salvation (Terminatorul: Salvarea)                                                  | 2009         | | [ 8 ]                                           |
| They Live                                                                                      | 1988         | Adaptare a piesei de teatru Eight O'Clock in the Morning de Ray Nelson. Filmul prezintă povestea unui bărbat, care, după ce găsește o pereche de ochelari de soare, descoperă, cu ajutorul acestora, că mulți oameni sunt de fapt extratereștri care au preluat controlul Pământului. | [ 42 ] [ 4 ]                                    |
| The Thing (Creatura din altă lume)                                                             | 1951         | Filmul prezintă povestea unui echipaj al Forțelor Aeriene și a unei echipe de oameni de știință aflați într-un avanpost îndepărtat de cercetare din Arctica. Acești oameni întâlnesc și se luptă cu o formă de viață extraterestră ostilă asemănătoare unei plante. | [ 26 ]                                          |
| The Thing (Creatura)                                                                           | 1982         | Titlul filmului se referă la antagonistul principal: o formă de viață extraterestră parazitară care asimilează alte organisme și le imită. Ființa extraterestră se infiltrează într-o stație de cercetare din Antarctica, luând aspectul unor cercetători pe care-i ucide, ceea ce duce la apariția paranoiei în cadrul grupului. | [ 26 ]                                          |
| Things To Come                                                                                 | 1936         | | [ 26 ]                                          |
| THX 1138                                                                                       | 1971         | Descrie un viitor distopian în care populația este controlată de polițiști androizi și în care se folosesc substanțe de suprimare a emoțiilor, inclusiv dorințele sexuale. Debut regizoral - George Lucas. | [ 8 ] [ 42 ] [ 65 ]                             |
| The Time Machine (Mașina timpului)                                                             | 1960         | Adaptare a romanului lui H. G. Wells - The Time Machine (1895). Un om de știință călătorește 700.000 de ani în viitor și găsește lumea împărțită între oameni și ființe ciudate. | [ 152 ] [ 153 ] [ 154 ]                         |
| Procesul                                                                                       | 1962         | Bazat pe romanul omonim al lui Franz Kafka. | [ 48 ]                                          |
| Total Recall                                                                                   | 1990         | Bazat vag pe povestirea lui Philip K. Dick "We Can Remember It for You Wholesale" (1966). | [ 91 ]                                          |
| Total Recall                                                                                   | 2012         | Refacere a filmului din 1990. | [ 155 ] [ 156 ] [ 157 ] [ 21 ]                  |
| Transcendence (Transcendence: Viață după moarte)                                               | 2014         | Will Caster este un cercetător care dorește să unească conștiința colectivă a oamenilor într-o singură mașinărie. | [ 158 ]                                         |
| V de la Vendetta                                                                               | 2006         | Bazat pe romanul grafic omonim al lui Alan Moore. Filmul are loc în Londra într-o societate distopică din viitorul apropiat. | [ 8 ] [ 42 ] [ 13 ] [ 24 ]                      |
| Videodrome                                                                                     | 1983         | | [ 71 ] [ 159 ] [ 63 ]                           |
| WALL-E                                                                                         | 2008         | WALL-E este un robot care este proiectat pentru a curăța deșeurile care acoperă Pământul în viitorul îndepărtat. El se îndrăgostește de un alt robot, Eve, care este programat să găsească surse de viață pe pământ. Ambii roboți au emoții similare oamenilor care se dezvolta odată cu evoluția filmului. | [ 71 ] [ 79 ]                                   |
| Watchmen (Cei ce veghează)                                                                     | 2009         | Povestea are loc într-o istorie alternativă în 1985 într-un moment de maximă tensiune a Războiului Rece dintre Statele Unite și Uniunea Sovietică, când un grup de super-eroi, cei mai mulți retrași de la datorie și scoși în afara legii, investighează o aparentă conspirație împotriva lor și descoperă ceva mult mai grandios și mai sinistru: un plan de anihilare a tuturor supereroilor. | [ 13 ]                                          |
| Waterworld (Lumea apelor)                                                                      | 1995         | Acțiunea are loc în 2468 pe o planetă Pământ acoperită aproape în totalitate de ape ca rezultat al topirii ghețarilor. Mariner este o ființă ciudată, jumătate om, jumătate pește, care navighează de unul singur cu un trimaran. | [ 160 ] [ 21 ] [ 108 ]                          |
| Westworld (Lumea roboților)                                                                    | 1973         | Scris și regizat de Michael Crichton. Un parc tematic care prezintă viața din Vestul sălbatic o ia razna atunci când roboții se întorc împotriva oamenilor. | [ 89 ]                                          |
| When Worlds Collide (Când lumile se ciocnesc)                                                  | 1951         | O planetă interstelară vine spre Pământ, punând în primejdie toată viața terestră. Oamenii de știință conduși de Cole Hendron muncesc cu disperare pentru a construi o navă spațială suficient de mare pentru a transporta cât mai mulți oameni, animale și echipamente pe o altă planetă interstelară într-o încercare de a salva rasa umană. | [ 26 ]                                          |
| Welt am Draht                                                                                  | 1973         | Film TV german regizat de Rainer Werner Fassbinder. Un inginer în cibernetică descoperă o uriașă conspirație guvernamentală și corporativă. Toată realitatea virtuală este în pericol. | [ 48 ] [ 161 ]                                  |
| X-Men: Days of Future Past (X-Men: Viitorul este trecut)                                       | 2014         | Intriga filmului are loc în două perioade: în tumultul politic al anului 1973 și într-un viitor distopic nu prea îndepărtat. | [ 162 ]                                         |
| Z.P.G.                                                                                         | 1972         | | [ 163 ]                                         |
| Zardoz                                                                                         | 1974         | | [ 8 ] [ 164 ] [ 26 ]                            |
| The Zero Theorem (Teorema Zero)                                                                | 2014         | În centrul poveștii este Qohen Leth, un geniu în domeniul calculatoarelor care lucrează la o formulă prin care să descopere care este sensul vieții. | [ 33 ]                                          |
| Z for Zachariah                                                                                | 2015         | Într-un viitor postapocaliptic, Ann trăiește singură la o fermă, părând a fi ultima supraviețuitoare de pe Pământ. | [ 166 ]                                         |